# Llista d'aeroports de Puerto Rico
Llista d'aeroports de Puerto Rico (Estat lliure associat dels EUA) agrupat per tipus i ordenat per localització. Conté tots els aeroports d'ús públic i militars de l'estat. També alguns d'ús privat i altres tancats que siguin remarcables, així com aquells que van tenir un ús públic i aquells amb embarcaments comercials registrats per l'Administració Federal d'aviació dels EUA (FAA) o aeroports amb codi de l'Associació Internacional del Transport Aeri (IATA)

## Aeroports
Aquesta llista conté la següent informació:
- Localització - La ciutat associada generalment amb l'aeroport, as per the airport's master record with the Federal Aviation Administration. This is not always the actual location since some airports are located in smaller towns outside of the city they serve.

- FAA - identificador de la localització segons la Federal Aviation Administration (FAA).

- IATA - El codi d'aeroport assignat per l'Associació Internacional del Transport Aeri (IATA). Those that do not match the FAA code are shown in bold.

- ICAO - El codi de la localització de l'aeroport assignat per l'Organització d'Aviació Civil Internacional (ICAO).

- Nom de l'aeroport - El nom oficial de l'aeroport. Those shown in bold indicate the airport has scheduled service on commercial airlines.

- Ús - una de quatre categories d'aeroports de la FAA, segons el Pla Nacional 2009-2013 de Sistemes Integrats Aeroport (NPIAS) Informe i actualització sobre la base de dades d'embarcament de la FAA :
  - P: Servei Comercial - Primària són de propietat pública aeroports que reben el servei regular de passatgers i tenen més de 10000 abordatges de passatgers (embarcaments) cada any. Cada aeroport principal està sub-classificat per la FAA com un dels quatre tipus de "hub" següents:
    - L: Large Hub que representa almenys l'1% del total d'embarcaments de passatgers nord-americans.
    - M: Hub mitjà que representa entre el 0,25% i l'1% del total d'embarcaments de passatgers dels Estats Units.
    - S: Petit Hub que representa entre el 0,05% i el 0,25% del total d'embarcaments de passatgers nord-americans.
    - N: No-Hub que representa menys del 0,05% del total d'embarcaments de passatgers dels Estats Units, però més de 10.000 embarcaments anuals.

  - CS: Servei Comercial - No Primàri són de propietat pública aeroports que reben els serveis regulars de passatgers i tenen almenys 2500 abordatges de passatgers cada any.
  - R: Aeroports d'alleujement: designats per la FAA per alleujar la congestió en un gran aeroport de servei comercial i per facilitar l'accés de l'aviació general a la comunitat en general.
  - GA: Els aeroports d'Aviació general són el major grup d'aeroports del sistema aeroportuari dels Estats Units.

- Nombre de vols. - El nombre d'embarcaments comercials de passatgers que es van produir a l'aeroport l'any 2008, segons els registres de la FAA.

| Localització                | FAA  | IATA | ICAO | Nom aeroport                                                                     | Ús  | Vols      |
| --------------------------- | ---- | ---- | ---- | -------------------------------------------------------------------------------- | --- | --------- |
|                             |      |      |      | Servei Comercial - Aeroports primaris                                            |     |           |
| Aguadilla                   | BQN  | BQN  | TJBQ | Aeroport Internacional Rafael Hernández                                          | P-N | 240,270   |
| Ponce                       | PSE  | PSE  | TJPS | Aeroport Internacional Mercedita                                                 | P-N | 110,159   |
| San Juan / Carolina         | SJU  | SJU  | TJSJ | Aeroport Internacional Luis Muñoz Marín                                          | P-M | 4,635,798 |
| Miramar, Santurce, San Juan | SIG  | SIG  | TJIG | Aeroport Internacional Fernando Luis Ribas Dominicci (Isla Grande Airport)       | P-N | 13,837    |
| Vieques                     | VQS  | VQS  | TJVQ | Aeroport Antonio Rivera Rodríguez                                                | P-N | 21,517    |
|                             |      |      |      | Servei Comercial - Aeroports no primaris                                         |     |           |
| Mayagüez                    | MAZ  | MAZ  | TJMZ | Aeroport Eugenio María de Hostos                                                 | CS  | 4,636     |
|                             |      |      |      | Aeroports d'Aviació General                                                      |     |           |
| Arecibo                     | ABO  | ARE  | TJAB | Aeroport Antonio (Nery) Juarbe Pol                                               | GA  |           |
| Ceiba                       | RVR  | NRR  | TJRV | Aeroport José Aponte de la Torre (obert Nov. 2008)                               | GA  |           |
| Culebra                     | CPX  | CPX  | TJCP | Aeroport Benjamín Rivera Noriega                                                 | GA  |           |
| Fajardo                     | X95  | FAJ  | TJFA | Aeroport Diego Jiménez Torres                                                    | GA  |           |
| Humacao                     | X63  | HUC  |      | Aeroport de Humacao                                                              | GA  |           |
|                             |      |      |      | Altres Aeroports d'ús públic (no categoritzats al NPIAS 2009)                    |     |           |
| Patillas                    | X64  |      |      | Aeroport Patillas                                                                |     |           |
|                             |      |      |      | Aeroports d'ús privat                                                            |     |           |
| Boquerón, Cabo Rojo         | PR10 |      |      | Aéroport Boquerón                                                                |     |           |
| Boquerón, Cabo Rojo         | PR24 |      |      | Cullingford Field                                                                |     |           |
| Illa de Mona, Mayagüez      |      |      |      | Aeroport Mona                                                                    |     |           |
| San Juan                    | PR34 |      |      | San Juan Seaplane Base                                                           |     |           |
|                             |      |      |      | Aeroports tancats                                                                |     |           |
| Aguadilla                   |      |      | TJFF | Ramey Air Force Base (tancat 1971, ara Rafael Hernández Airport)                 |     |           |
| Ceiba                       | NRR  | NRR  | TJNR | Roosevelt Roads Naval Station (tancat 2004, ara José Aponte de la Torre Airport) |     |           |
| Dorado                      |      | DDP  |      | Aeroport Dorado Airport (Aeroport platja Dorado)                                 |     |           |